# Атушцы
Атушцы, атушские уйгуры, артушцы, артушские уйгуры (уйг. атушлуқлар‎) — небольшая субэтническая группа (юрт) уйгуров. Говорят на атушском говоре южного диалекта новоуйгурского языка. Антропологически относятся в большинстве к Памиро-ферганскому типу Европеоидной расы.

## История

### Происхождение
Первые упоминания об Артуше и его жителях появляются в IX-XI вв., в период Караханидов, селение было основано тюркским племенем Ягма.
ARTUJ было многолюдным селением ягма, но змеи (столь) возросли числом, (что) люди покинули это селение.

Махмуд Кашгари утверждал, что artuj означает «можжевельник» ('ar’ar), то есть вероятно дерево, которое в Туркестане называют арча.
Атушцы, возводят своё происхождение от тюркского племени ягма. Из Артуша вышли первые караханидские правители, там же расположены мазары (мавзолеи) представителей династии, в том числе мавзолей султана Сатук Абдукерим Бограхана.
Несмотря на близость Кашгара (35-45 км.), атушцы не относят себя к кашгарцам, и разговаривают на своём говоре, имеют свои традиции.

### Традиционные занятия
«Все артышские жители занимаются торговлей с дикокаменными киргизами рода сарыбагыш и ужасные плуты. Они хорошо стреляют из ружей и от столкновений с киргизами более знакомы с военными делами, чем другие кашгарцы, и считаются храбрым народом».— Чокан Валиханов, 1859 г.
Основное занятие артушцев с незапамятных времен — торговля. Ввиду гористой, каменистой и засушливой местности земледелие в Артуше было сложно вести и занимало в хозяйстве артушцев второстепенное место, основными развитыми культурами были фруктовые — инжир, виноград, гранаты, персики и другие. Животноводство в Артуше было хорошо развито, как отгонное так и кочевое, артушцы, как правило, нанимали пастухов из местных кочевых народов.
Торговали атушцы в разных регионах — в странах Центральной Азии, Индии, Афганистане, Китае, Сибири, в странах Ближнего и Среднего Востока. Атушские уйгуры наряду с кашгарцами в период Джунгарского ханства стояли у основания торгового города Чугучак, откуда вели торговлю с Сибирью и со Степью, и положили начало новому уйгурскому юрту — чугучакским уйгурам. В Джунгарском ханстве торговля находилась, в основном, под контролем атушских и кашгарских уйгуров.
В период цинской империи много атушских уйгуров оседало в Кумуле (Хами), где были более удобные условия для ведения торговли с китайскими городами и монгольскими народами.
В настоящее время атушцы в СУАР имеют прослойку крупных предпринимателей, основные сферы деятельности которых — гостиничный, ресторанный, кожевенный бизнес, крупно-оптовая торговля. Атушские уйгуры владеют рядом оптовых рынков в странах Центральной Азии и составляют основную часть предприниматей уйгурского происхождения, торгующих на оптовых рынках Киргизии, Узбекистана, Таджикистана — Атуш, Сомон (Таджикистан), в Ташкенте (Уйгурский рынок, возле Ипподрома), Карасуйские рынки (Карасу, Киргизия), Мадина (Бишкек, Киргизия).
В Саудовской Аравии, в г. Мекка, где очень много выходцев из Артуша, атушцы имеют свой общинный центр — Атуш Рабат, крупное семиэтажное здание, совмещающее также — гостиницу для уйгурских паломников, ресторан, магазины, центр был построен усилиями крупных атушских предпринимателей. Артушские уйгуры стали селиться в Саудовской Аравии, с конца XIX в., большая волна мигрантов прибыла в 1930-x — 1950-х годах XX века.
Атушские уйгуры хорошо представлены в местных и партийных органах власти в СУАР.